# Yumi Kimura
Yumi Kimura (木村 弓 Kimura Yumi) cantante y compositora japonesa, nació en Osaka, Japón. Saltó a la fama en el año 2001 por la canción "Siempre conmigo" (いつも何度でも Itsumo Nando Demo, Always with me en inglés), que fue el tema de cierre del popular anime El viaje de Chihiro (Sen to Chihiro en japonés o Spirited Away en inglés) de Hayao Miyazaki. 
Kimura también trabajó con Miyazaki en la película animada Howl no Ugoku Shiro.